# Zach Putnam
Pour les articles homonymes, voir Putnam.
Steven Zachary Putnam (né le 3 juillet 1987 à Rochester, Michigan, États-Unis) est un lanceur de relève droitier de la Ligue majeure de baseball.

## Carrière
Zach Putnam est repêché au 38e tour de sélection par les Tigers de Detroit en 2005 mais ne signe pas avec le club. Il s'engage à l'Université du Michigan et est de nouveau repêché, cette fois en 5e ronde, par les Indians de Cleveland en 2008.
Putnam, un lanceur de relève, fait ses débuts dans le baseball majeur avec Cleveland le 13 septembre 2011. Il reçoit sa première victoire en carrière le 24 septembre dans un gain des Indians sur les Twins du Minnesota. Il gagne un match et en perd un en huit parties jouées en 2011 pour Cleveland.
Le 20 janvier 2012, les Indians transfèrent Putnam aux Rockies du Colorado en retour du lanceur Kevin Slowey. Il ne lance que deux manches pour les Rockies.
Le 2 novembre 2012, il passe aux Cubs de Chicago via le ballottage. Il ne dispute que 5 matchs pour les Cubs en 2013.
Devenu agent libre, Putnam rejoint les White Sox de Chicago le 27 novembre 2013. Après trois saisons passées principalement en ligues mineures, Putnam obtient en 2014 sa première chance de se faire valoir au plus haut niveau et il tire son épingle du jeu avec une moyenne de points mérités de seulement 1,98 pour les White Sox, la meilleure de tous les joueurs de son club cette année-là. En 54 manches et deux tiers lancées, il accorde seulement 12 points mérités à l'adversaire, alors qu'il en avait alloué exactement le même nombre en seulement 15 matchs des majeures au cours des 3 années précédentes. En 2014, Putnam apparaît dans 49 parties des Sox, remporte 5 victoires contre 3 défaites, enregistre 46 retraits sur des prises et réalise 6 sauvetages.